# Sławomir Sośnierz
Sławomir Sośnierz, znany również jako Zdzisław Sośnierz, (ur. w 1952 roku) – polski aktor teatralny i filmowy.

## Życiorys
W 1975 roku ukończył studia na PWST w Krakowie. 20 marca 1976 roku miał miejsce jego debiut teatralny. Wystąpił w roli Sobreckiego w „Pijakach” Franciszka Bohomolca, w reż. Helmuta Kajzara. Aktor Teatru Bagatela w Krakowie. Wcześniej występował na scenach następujących teatrów:
- Teatr Współczesny we Wrocławiu (1975–1979)
- Teatr Polski we Wrocławiu (1979–1989)
- Teatr im. Juliusza Słowackiego w Krakowie (1989–1991)
- Teatr Ludowy w Krakowie (1991–2000)

## Filmografia
- 1983: Tajemnica starego ogrodu – inżynier Tyc, ojciec Andrzeja
- 1986: Biały smok – Georgi
- 1988: Crimen – Sabat (odc. 1)
- 1989: Marcowe migdały – Heniek, robotnik w fabryce, sublokator Tomka
- 1994: Śmierć jak kromka chleba – schwytany ZOMO-wiec
- 1999: Palce lizać – burmistrz Józef Kalisiak
- 1999: Złotopolscy – „Lombard” (odc. 129, 149 i 163)
- 2001: Klinika pod Wyrwigroszem – fotograf (odc. 2)
- 2001: Marszałek Piłsudski – strażnik w więzieniu carskim
- 2001: Przeprowadzki – kapitan Tarnawski, lekarz pułku (odc. 9)
- 2001: Samo niebo – dyrektor teatru (odc. 3)
- 2002: Na dobre i na złe – Wacław, anonimowy alkoholik, znajomy Józefa Szeląga (odc. 99)
- 2003: Tak czy nie? – lekarz (odc. 8)
- 2004–2011: Pierwsza miłość – psycholog w Poradni Małżeńskiej
- 2005: Egzamin z życia – profesor w szpitalu (odc. 17)
- 2005: Pensjonat pod Różą – Julian Skrzypek, ojciec Grzegorza (odc. 92 i 93)
- 2006: Jan Paweł II – krawiec
- 2009–2010: Majka – Bogusław Szacki
- 2013: Komisarz Alex – Ludwik Mróz, ojciec Katarzyny (odc. 45)
- 2014: Prawo Agaty – sędzia Wolski (odc. 77)

## Nagrody i odznaczenia
- nagroda aktorska za rolę Szambelana w „Panu Jowialskim” Fredry w Teatrze Ludowym w Krakowie na XXIII Opolskich Konfrontacjach Teatralnych (1998)
- Nagroda im. Wojtka Szawula za najlepszą rolę komediową w roku 2003, przyznawana przez krakowskie środowisko artystyczne (2004)